# Chironomus tessellatus
Chironomus tessellatus är en tvåvingeart som först beskrevs av Blanchard 1852.  Chironomus tessellatus ingår i släktet Chironomus och familjen fjädermyggor. Inga underarter finns listade i Catalogue of Life.